# Jan Aghed
Jan Erik Aghed, född 6 april 1934 i Karlskrona, död 26 mars 2018 i Malmö, var en svensk filmkritiker.

## Verksamhet
Aghed var anställd på Sydsvenskan 1960–2004, men skrev även senare filmrecensioner åt tidningen. Han var även en flitig debattör kring filmanalysen och menar att utgångspunkten skall vara en bred och djup kunskap samt, och kanske främst, att en films moraliska hållning är mest avgörande.   Aghed blev 1995 hedersdoktor i filmvetenskap vid Lunds universitet. År 1999 tilldelades han Publicistklubbens pris Guldpennan. Motiveringen var att Aghed "med skärpa och egensinnig stringens och ett både bitskt och lyriskt språk gör även den argaste recension till ett sant nöje att läsa".
Han bidrog även med artiklar till Nationalencyklopedin, och var också expert på countrymusik.
Aghed var känd för sina slagkraftiga formuleringar, speciellt när han inte uppskattade en film, som slutklämmen i sin recension av Staying Alive (1983):
| ”                 | Skrivet, regisserat och producerat av Sylvester Stallone, förefaller det hela som spökskrivet av dennes alter ego Rocky efter vid pass åtta nedslagningar | „ |
| – Jan Aghed 1983. | |   |

## Utmärkelser
- 1979 – Chaplin-priset
- 1995 – Hedersdoktor vid Lunds universitet
- 1999 – Guldpennan (Filmpennan)
- 1999 – Sveriges Förenade Filmstudios Filmpris
- 2000 – Robin Hoods plakett